# Phare de Morups Tånge
Le phare de Morups Tånge (en suédois : Morups Tånge fyr) est un phare situé à Glommen, sur la commune de Falkenberg, dans le comté de Halland (Suède).
Le phare de Morups Tånge est inscrit au répertoire des sites et monuments historiques par la Direction nationale du patrimoine de Suède.

## Histoire
La péninsule de Morups Tånge se trouve dans le Cattégat à environ 8 km à l'ouest de Falkenberg. La région est connue pour être difficile à naviguer et une vingtaine de navires y ont fait naufrage. C'est aujourd'hui une réserve naturelle
Un phare a été construit à partir de 1841 et a été allumé le 1er novembre 1843. Avant la construction du phare, un bloc erratique, le Glomstenen  était utilisé par les pêcheurs comme balise. La pierre est déjà mentionnée dans l'histoire du roi Harald III de Norvège (1016-1066) et aussi dans l'histoire du roi Håkon IV de Norvège (1204-1243).
Autour de ce phare a été bâti le port de pêche de Glommen. La plupart des bâtiments autour du phare ont été construits de 1870 à 1871. Il est équipé d'une lentille de Fresnel de 2e ordre depuis son origine qui est la plus vieille utilisée en Suède et l'une des plus vieilles au monde.
Le phare a été électrifié en 1930 et est devenu inhabité en 1962, après son automatisation. Il a été rénové en 1975. Il porte un radar Racon à son sommet.

## Description
Le phare est une tour cylindrique en pierre de 18 mètres de haut, avec galerie et une lanterne. Le phare est peint en blanc avec une bande noire, la galerie est noire. Son feu à occultations émet, à une hauteur focale de 19 mètres, un long éclat blanc, rouge et vert selon différents secteurs toutes les huit secondes. Sa portée nominale est de 18,5 milles nautiques (environ 34 km) pour le feu blanc, 15 pour le feu rouge, et 13 pour le feu vert.
Identifiant : ARLHS : SWE-048 ; SV-7343 - Amirauté : C0716 - NGA : 1360 .

## Caractéristique dufeu maritime
Fréquence : 8 secondes (W-R-G)
- Lumière : 6 secondes
- Obscurité : 2 secondes

|          |
| Le phare |

|                    |
| Le bloc Glomstenen |